# Ursuskerk (Termunten)

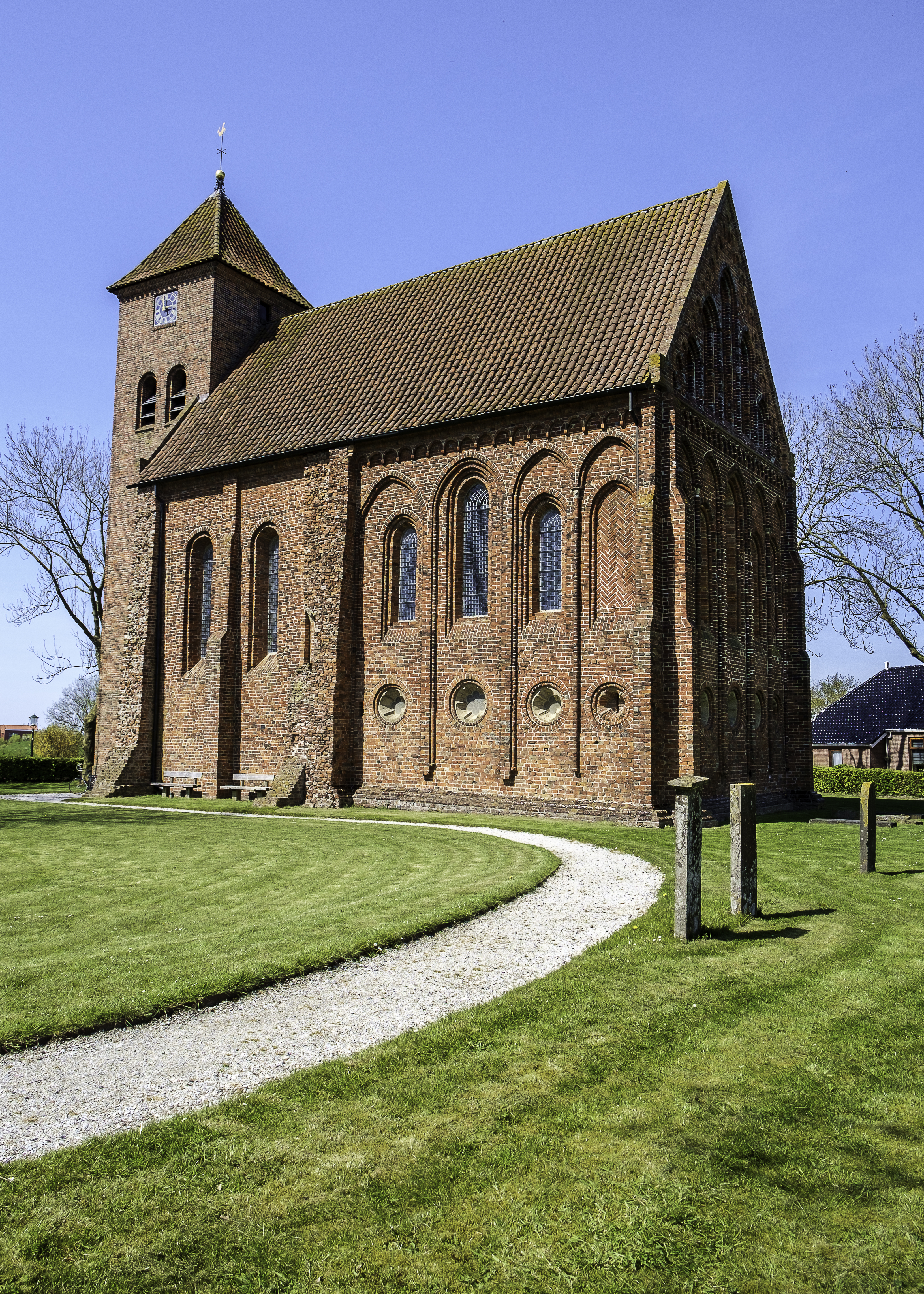
Dorfkirche Termunten

Die zur  Protestantischen Kirche in den Niederlanden gehörende Ursuskerk (deutsch Ursuskirche) ist eine fragmentarisch erhaltene Kirche der Romano-Gotik in Termunten in der Groninger Gemeinde Eemsdelta. Das Kirchengebäude ist als Rijksmonument eingestuft.

## Name
Die Kirche ist möglicherweise dem Soldatenheiligen Ursus von Solothurn (3. Jahrhundert) und einem unbekannten Heiligen, vielleicht Cyprian oder Kilianus, geweiht. Ein Siegelabdruck aus dem Jahr 1347 zeigt einen Krieger und einen Bischof, die jeweils ein Schwert halten, und die unvollständige Randinschrift „...IANI ET VRSI PATRONORUM MTNENSIV“. Ob es sich um das Siegel von Groot-Termunten oder Klein-Termunten oder von beiden Dörfern zusammen handelt, ist unklar. Das spätere Kirchensiegel von Termunten (unter anderem in einem Druck von 1609 erhalten) übernahm nur das Bild des Bischofs und verband es wahrscheinlich fälschlicherweise mit der Inschrift „SIGILUM MVNTERNAE SVRSVS“.

## Geschichte
Die Entstehung wurde von dem Archäologen Albert van Giffen untersucht. Die Kirche wurde in der zweiten Hälfte des 13. Jahrhunderts an der Stelle eines älteren Vorgängerbaus aus Tuffstein errichtet. Die heutige Kirche ist der Rest einer großen kreuzförmigen Kirche, von der nur der Chor und die Vierung erhalten sind. Die Querhausarme wurden im späten 16. Jahrhundert abgerissen, das Kirchenschiff im 17. Jahrhundert. Das Kloster der Grauen Mönche in der Nähe von Baamsum wurde 1569 von den Wassergeusen geplündert und in Brand gesetzt. Die Mönche verließen das Kloster im Jahr 1570 und es wurde 1594 abgerissen.
In der Nähe der Kirche befand sich ein mittelalterlicher freistehender Turm, der im 19. Jahrhundert eingestürzt ist und auf dem im selben Jahrhundert ein Dachreiter angebracht wurde. Die Glocke von 1796 wurde 1943 von den deutschen Besatzern beschlagnahmt und nach dem Krieg durch eine neue Glocke ersetzt. Die Kirche wurde im April 1945 von der deutschen Batterie Termunten bei Fiemel mit Leuchtspurmunition beschossen. Es entstand ein Großbrand, bei dem das Dach, der Dachreiter, die alten Gewölbe mit Gemälden, die Orgel und das Mobiliar in Flammen aufgingen. Im selben Jahr wurde die Restaurierung der Kirche in Auftrag gegeben, die von 1948 bis 1951 dauerte. Dabei wurde ein Turm an die Kirche angebaut und die Kirche wieder mit kuppelartigen Domikalgewölben eingewölbt.
Die Kirche beherbergt ein romanisches Taufbecken aus dem 12. Jahrhundert. Sie zeigt die charakteristischen Schmuckformen der Romano-Gotik mit Lisenen- und Blendengliederung sowie Rundbogenfriesen, teilweise auch Ziegelmuster wie etwa opus spicatum.
Die Kirche war die Pfarrkirche des Dorfes Groot-Termunten. Auf dem nahe gelegenen Hügel von Klein- oder Lutke-Termunten befand sich eine zweite Tuffsteinkirche, die um 1574 abgerissen wurde. Dies war die älteste Dorfkirche, die möglicherweise einen hölzernen Vorgängerbau hatte.

## Orgel
Bei dem großen Brand von 1945 wurde auch die monumentale Kirchenorgel des Groninger Orgelbauers Matthias Amoor aus dem Jahr 1739 vernichtet. Danach hatte die Ursuskirche 65 Jahre lang keine Orgel, bis 2010 ein Instrument installiert wurde, das 1866 von Nikolaas Anthonie Gerhard Lohman (1834–1871) gebaut wurde, der letzten von vier Generationen bedeutender Orgelbauer in der Familie Lohman. Er hatte diese Orgel ursprünglich für die Mennonitenkirche in Nieuw-Scheemda gebaut. Nach ihrer Schließung wurde sie 1921 in die Mennonitenkirche in Noordbroek verlegt. Als auch diese geschlossen wurde, nahmen sich Privatpersonen des Instruments an und lagerten es ein. So konnte es ab 2007 restauriert und 2010 in der Ursuskirche in Termunten eingebaut werden.

## Abbildungen

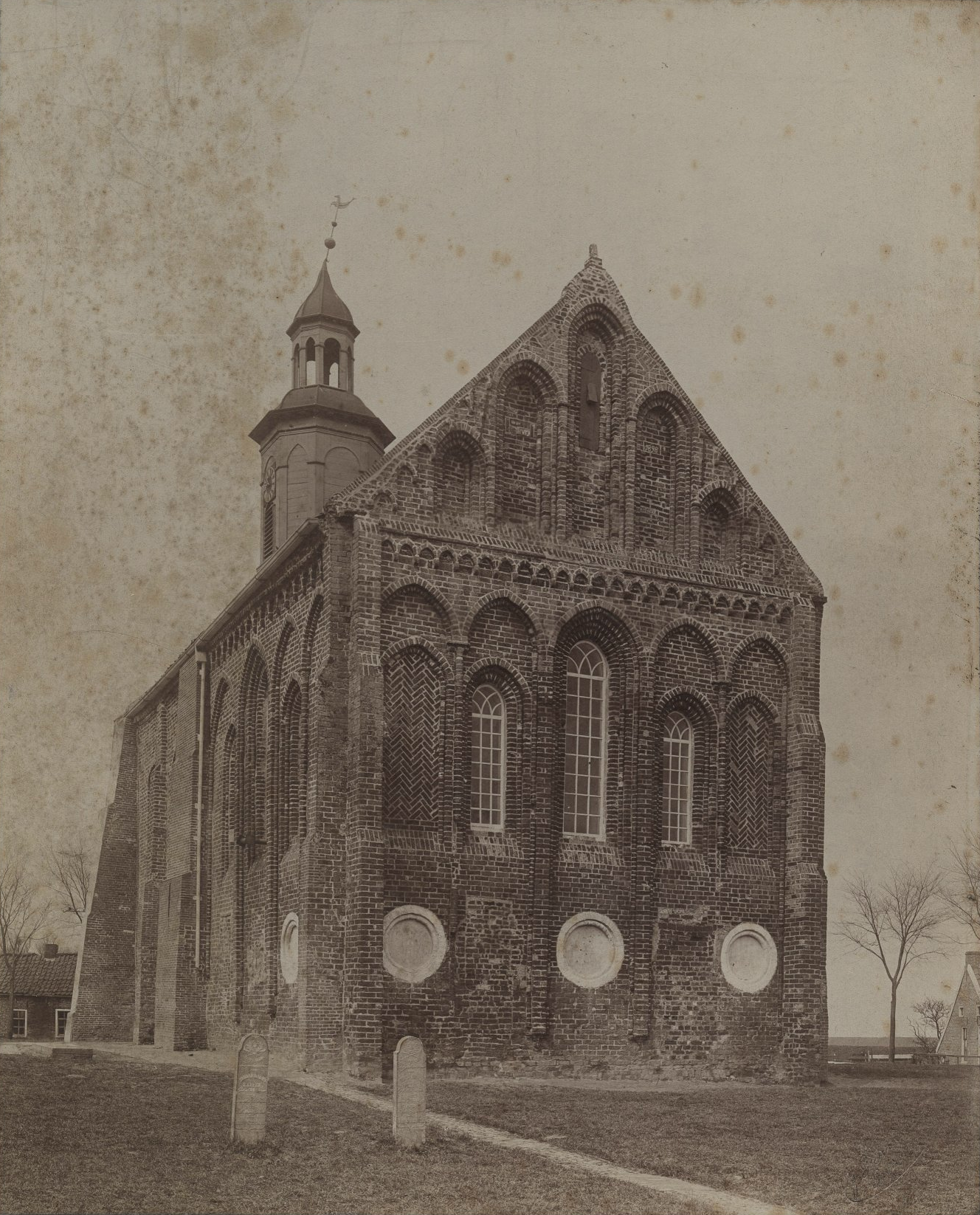
Ursuskirche um 1900 mit dem alten Dachturm (Foto von Johannes Gerhardus Kramer)
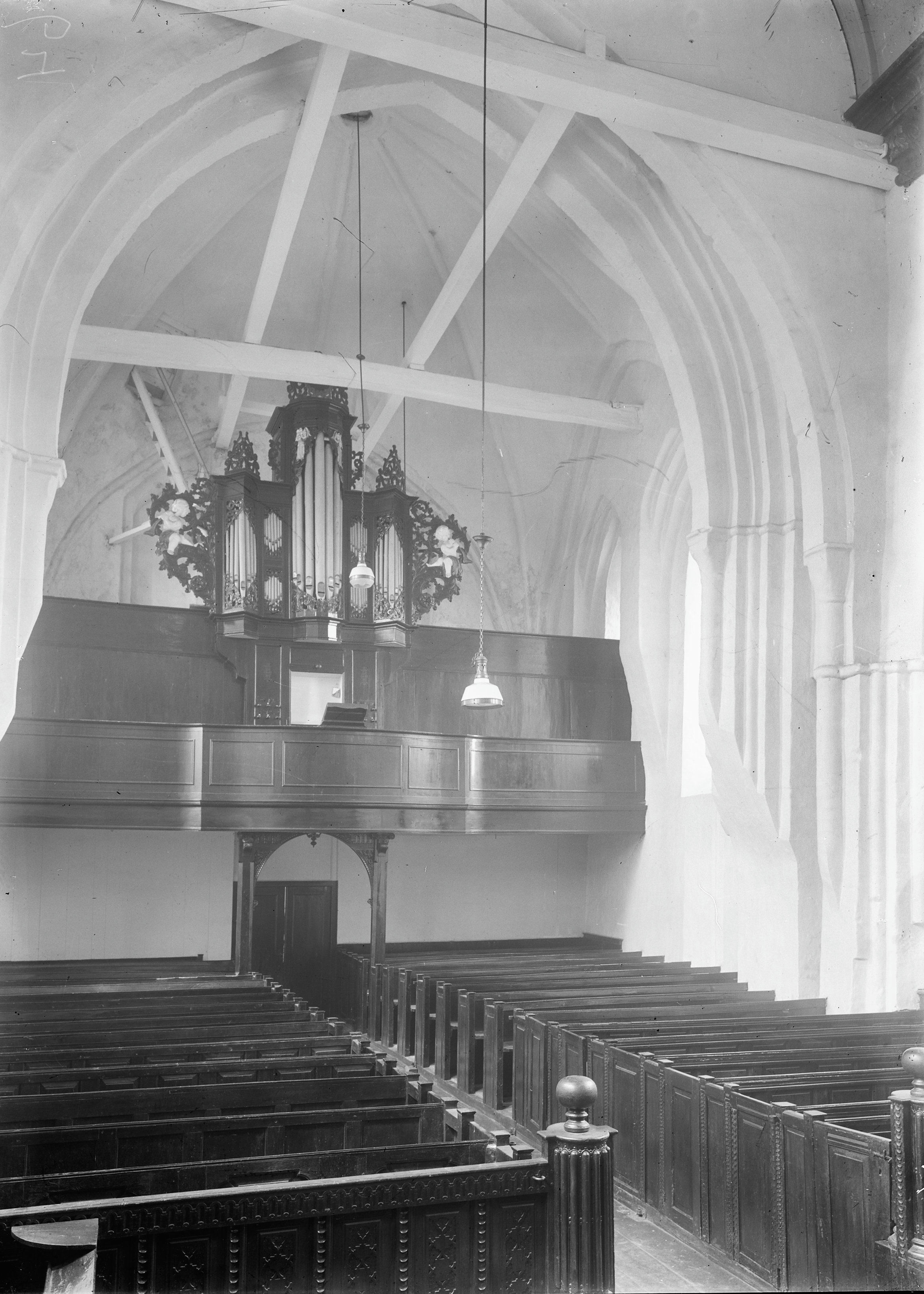
Innenraum um 1935 mit der alten Orgel von Matthias Amoor
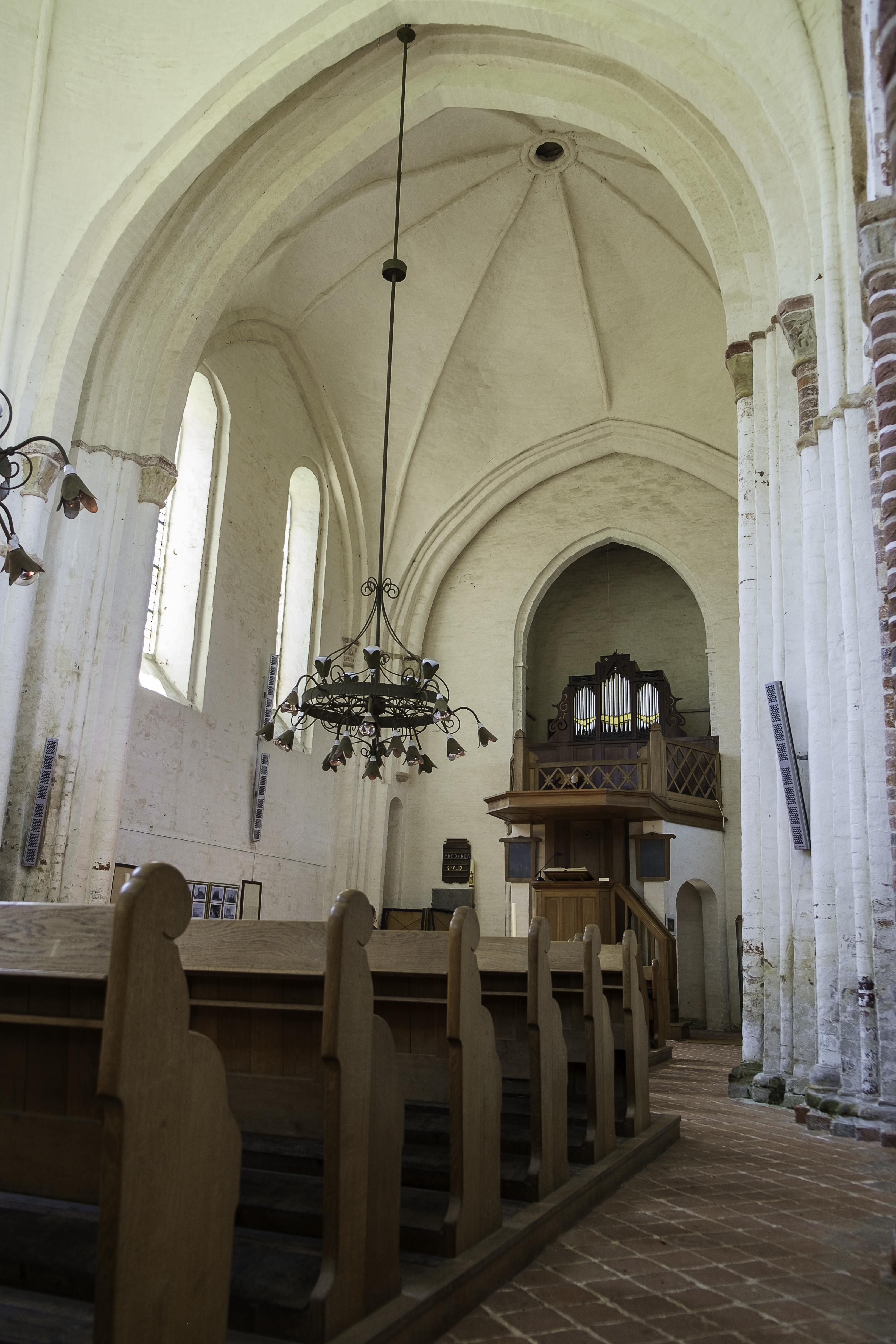
Innenansicht nach Westen
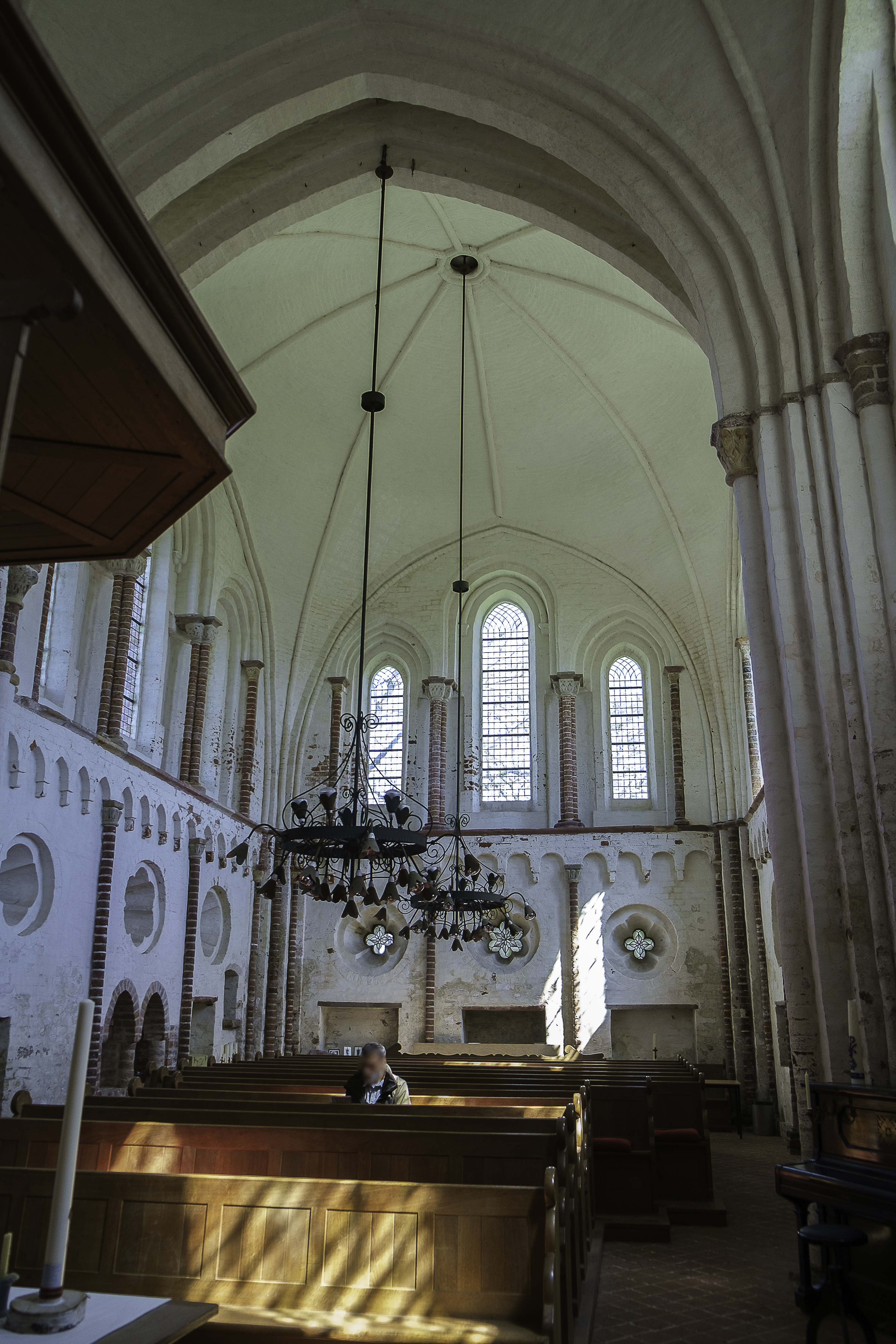
Innenansicht nach Osten
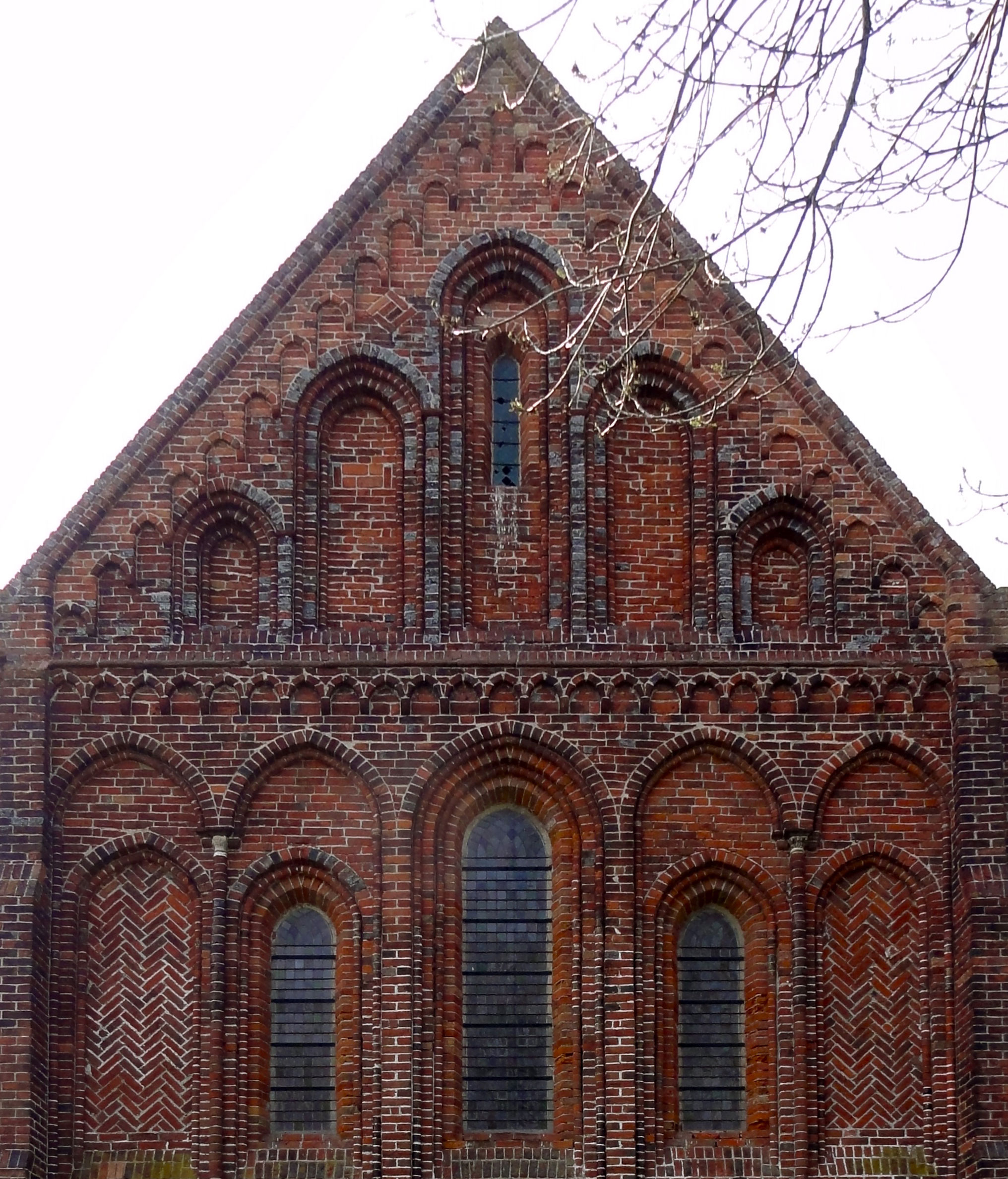
Rundbogenfenster und ansteigender Bogenfries in der Ostwand
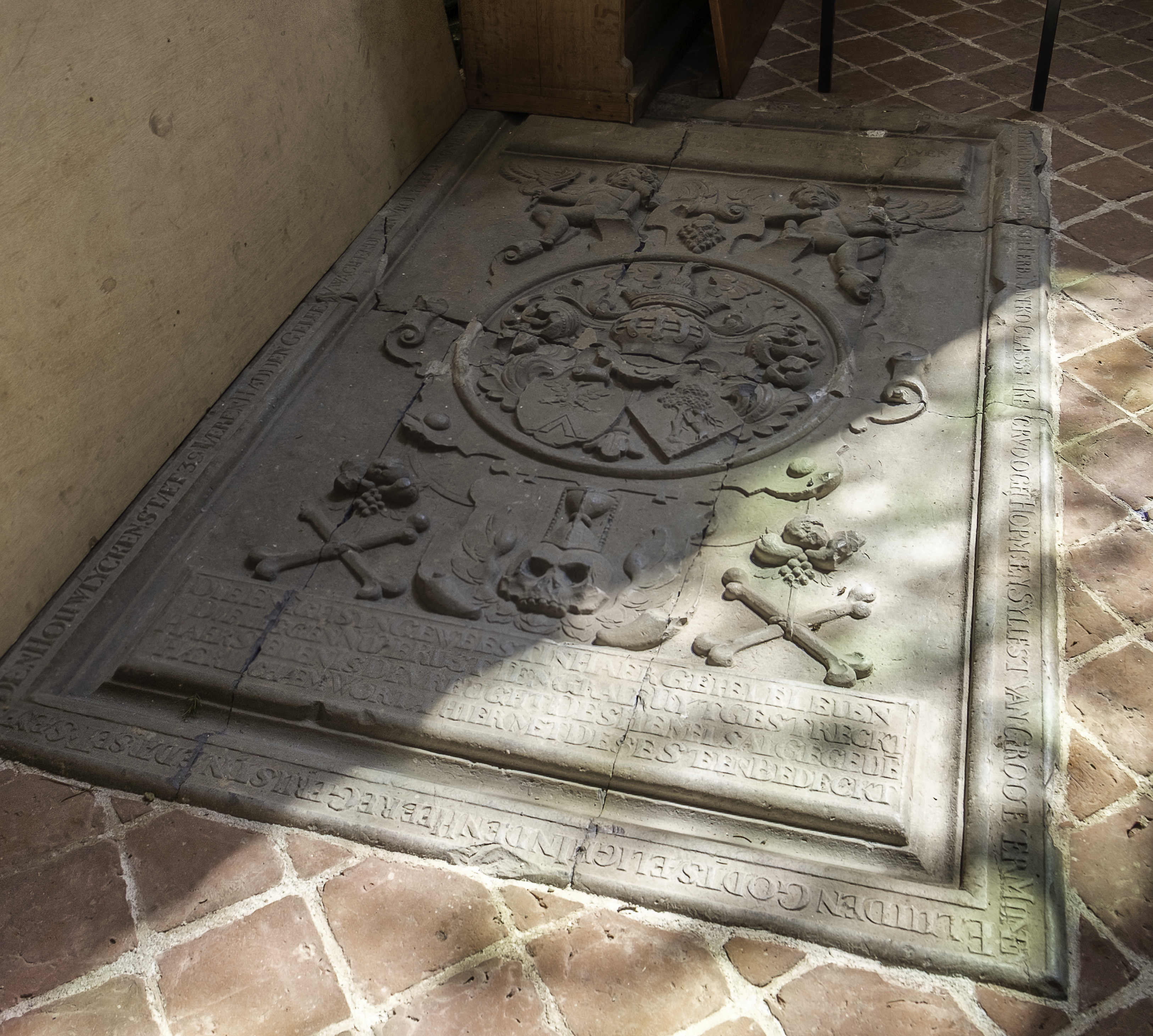
Grabstein in der Kirche
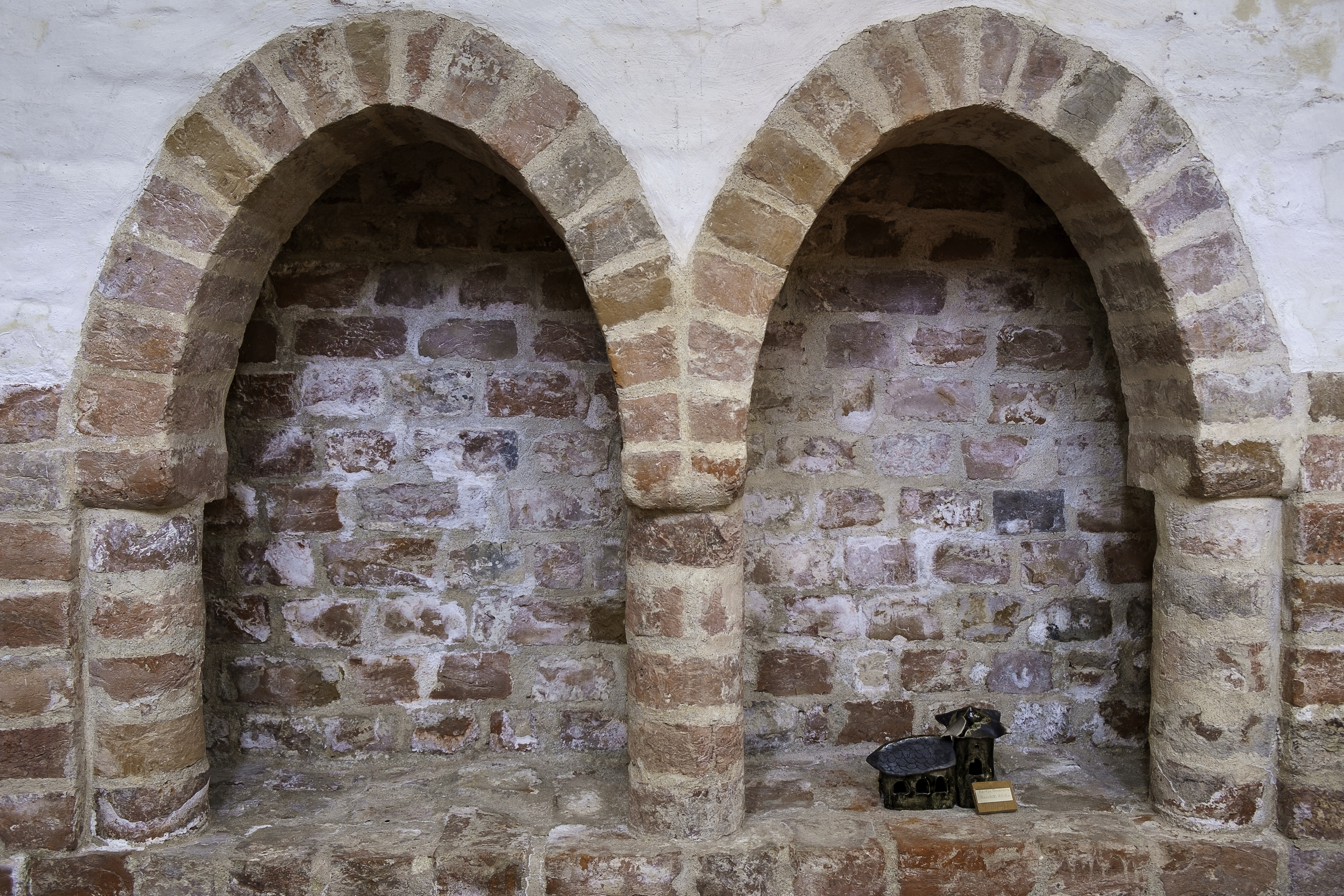
Zwei gewölbte Nischen
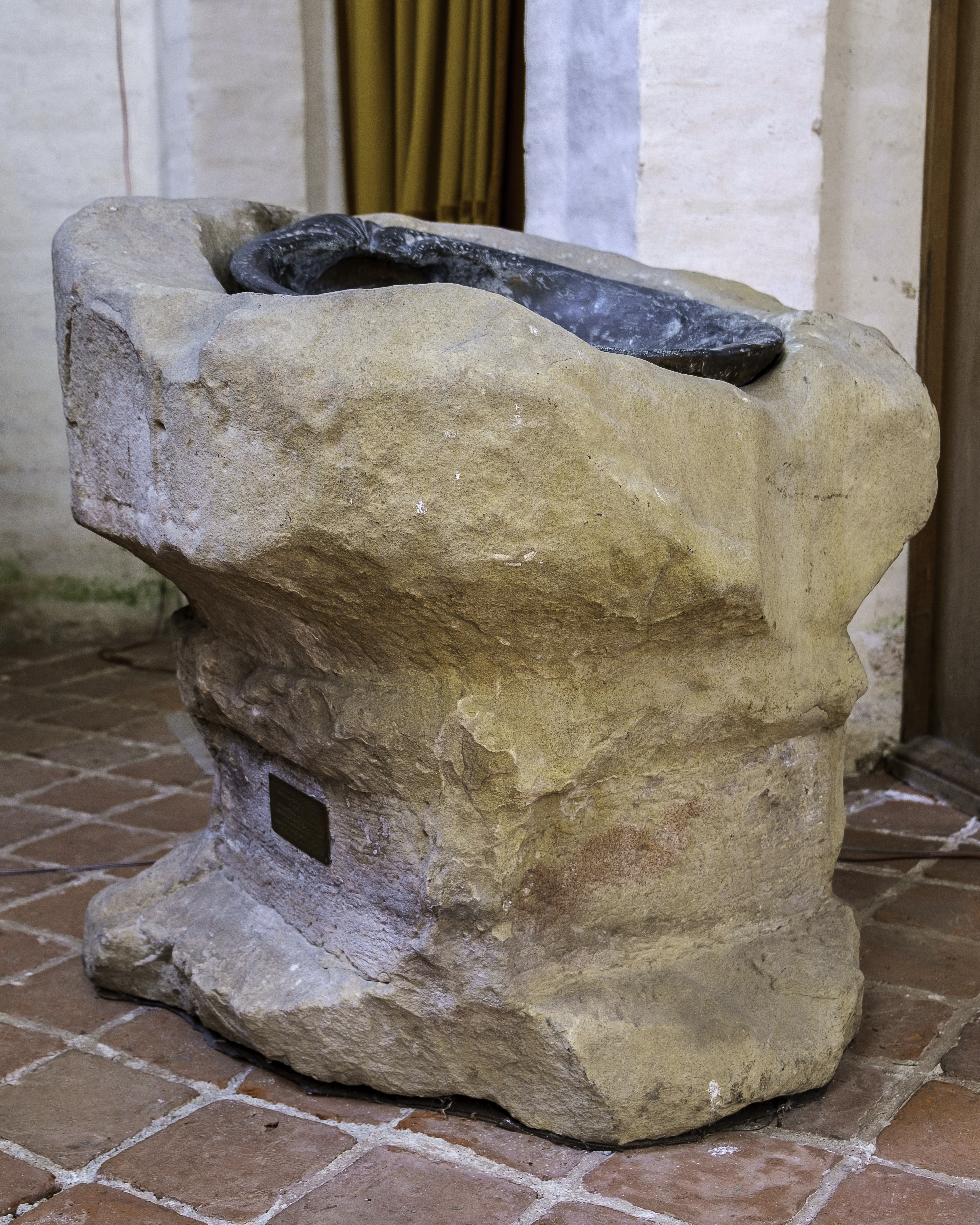
Taufstein aus der Zeit um 1200 aus der Kirche von Heveskes
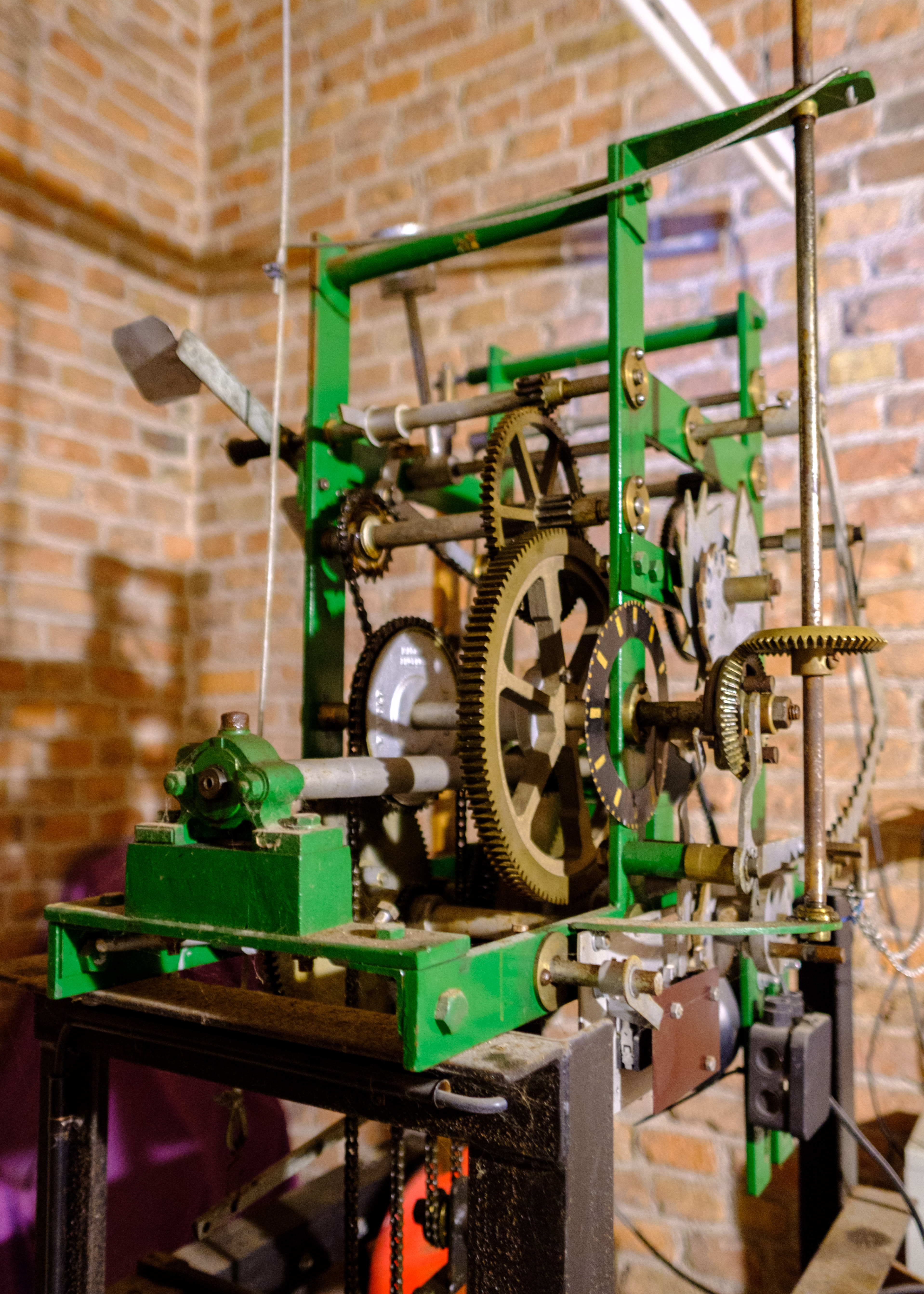
Turmuhr
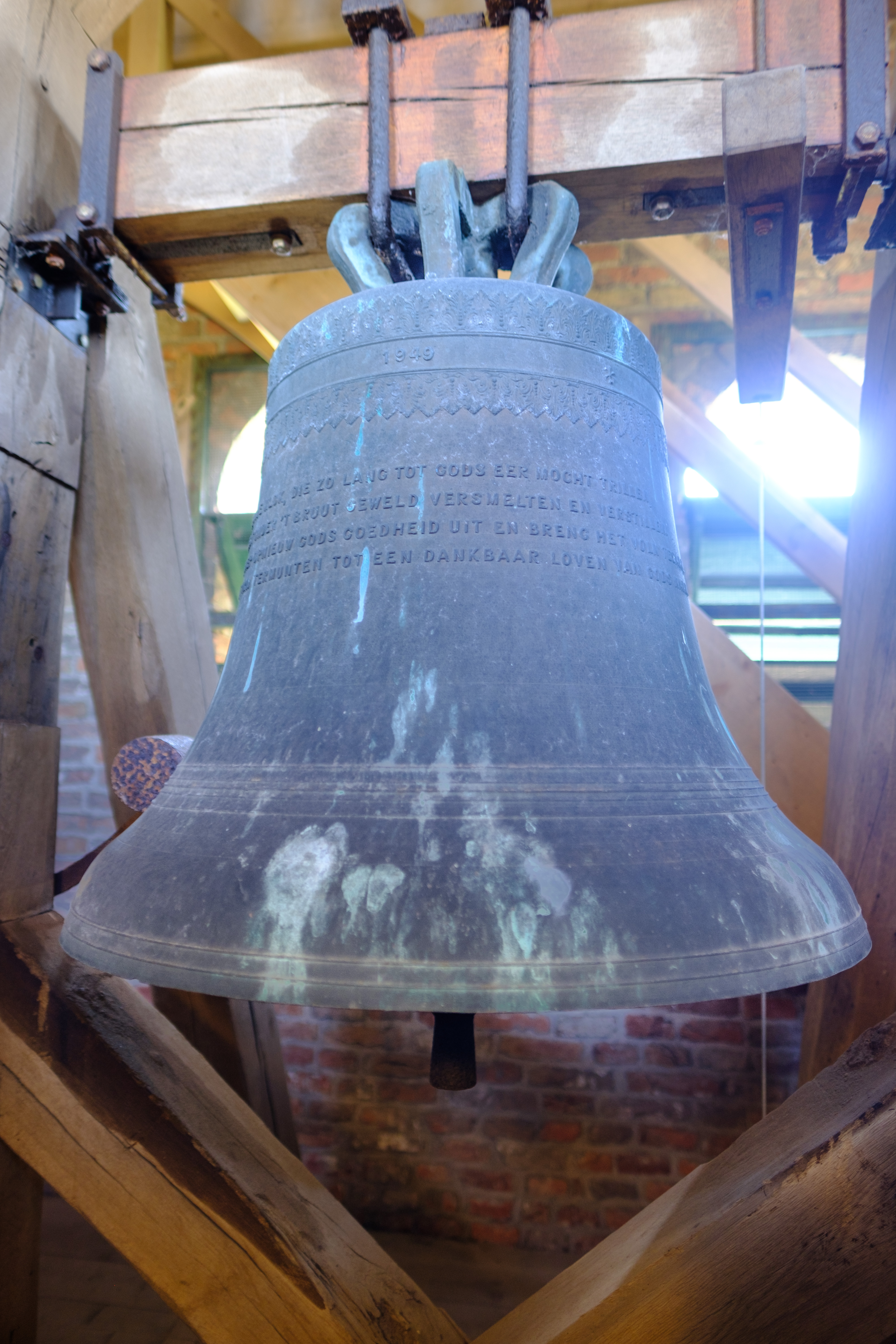
Kirchenglocke von 1949

## Trivia
- Die ehemalige Gemeinde Termunten hat versucht, den Heiligen Ursus in das Gemeindewappen aufzunehmen. Damals trug der Bürgermeister eine Amtskette mit dem Siegel der Gemeinde Termunten und nicht mit einem Abbild des Gemeindewappens.[5]
- Über diese Kirche verfasste Fons van Wanroij ein Gedicht zu einem Gemälde von Geert Schreuder.